# 宾根附近魏勒
宾根附近魏勒（德語：Weiler bei Bingen）是德国莱茵兰-普法尔茨州的一个市镇。总面积22.81平方公里，总人口2566人，其中男性1251人，女性1315人（2011年12月31日），人口密度112人/平方公里。